# Berliner Bauten (Briefmarkenserie)

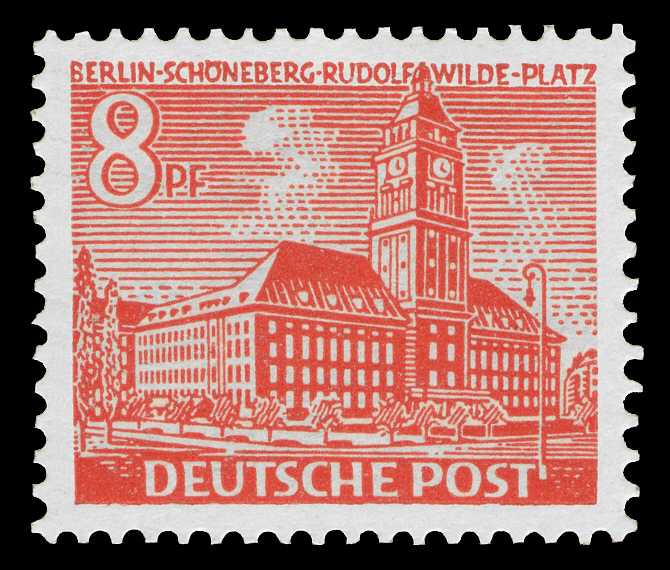
Schöneberger Rathaus

Berliner Bauten ist eine West-Berliner Dauermarkenserie, die von 1949 bis 1954 erschien und bis etwa 1957 in Gebrauch war. Die Serie bestand aus 24 jeweils einfarbigen Marken, die in Bogen gedruckt wurden. Einige der Marken gab es auch in Markenheftchen und als Rollen. Es handelte sich dabei um die erste von zwei eigenständigen Berliner Freimarkenserien. Vorher waren die sogenannten Schwarz- und Rotaufdrucke auf Marken der alliierten Besatzungsmächte verwendet worden.
Die Ausgaben waren bis zum 31. Dezember 1958 gültig.

## Besonderheiten
- Die Marken zu 1, 2, 3 und 5 DM sind größer als die Pfennigmarken und wurden im Stichtiefdruckverfahren gedruckt, die kleineren Werte wurden im Buchdruck hergestellt.

- Bei der 10-Pfennig-Marke bildet die Rollenmarke einen eigenen Typ (Typ II). Diese Rollenmarke wurde Anfang der 1950er Jahre unbemerkt mit neuer Reinzeichnung verausgabt. Aufgrund dessen erhielt die Rollenmarke (erst 500er, dann 1000er Rolle) keine eigene Katalognummer, sondern wurde als 47 II erfasst. Stempelabschläge deuten als Erstausgabemonat auf April 1951 hin. Belegbar ist dies bisher noch nicht. Man kann sie anhand einiger Unterscheidungsmerkmale vom Typ I unterscheiden, der aus Bogen, Markenheftchen oder Markenheftchenbogen stammt.

- Plattenfehler: Spezialsammler konzentrieren sich bei den einzelnen Pfennigwerten auf primäre (PM), sekundäre (SM) und tertiäre (TM) Merkmale. Anhand von Seitenrändern und/oder SM/TM ist sogar eine Feldbestimmung möglich. Die Markwerte wurden im Stichtiefdruck gefertigt und haben dementsprechend weniger katalogisierte SM/TM. Hier fallen, insbesondere durch Plattenbeschädigung, sogenannte senkrechte/waagerechte Haarlinien auf.

## Motive
Jede Freimarke der Serie zeigt, abgesehen vom Brandenburger Tor, der Nationalgalerie und dem Gendarmenmarkt, ein West-Berliner Gebäude oder eine Anlage ganz überwiegend im Vorkriegszustand. Drei der vier Mark-Ausgaben sind nahezu motivgleich mit einigen der Pfennig-Ausgaben.

## Liste der Ausgaben und Motive
| Bild | Wert in Pfennig | Motiv                          | Ausgabedatum       | Mi.-Nr | Ausgabeform: Bogen (B), Rollen (R), Markenheftchen (MH) |
|      | 1               | Brandenburger Tor              | 21. März 1949      | 42     | (B, MH)                                                 |
|      | 4               | Schöneberger Rathaus           | 7. Mai 1949        | 43     | (B, MH)                                                 |
|      | 4               | Ausstellungshallen am Funkturm | 22. Januar 1954    | 112    | (B)                                                     |
|      | 5               | Schloss Tegel                  | 7. Mai 1949        | 44     | (B)                                                     |
|      | 6               | Reichstagsgebäude              | 7. Mai 1949        | 45     | (B)                                                     |
|      | 7               | Ausstellungshallen am Funkturm | 10. August 1954    | 121    | (B)                                                     |
|      | 8               | Schöneberger Rathaus           | 7. Mai 1949        | 46     | (B)                                                     |
|      | 10              | Kolonnaden am Kleistpark       | 7. Mai 1949        | 47     | (B, R, MH)                                              |
|      | 15              | Flughafen Tempelhof            | 30. Mai 1949       | 48     | (B)                                                     |
|      | 20              | Technische Hochschule          | 17. Juni 1949      | 49     | (B, MH)                                                 |
|      | 20              | Olympiastadion                 | 29. August 1953    | 113    | (B)                                                     |
|      | 25              | Schloss Tegel                  | 7. Mai 1949        | 50     | (B)                                                     |
|      | 30              | Kolonnaden am Kleistpark       | 2. Juli 1949       | 51     | (B)                                                     |
|      | 40              | Schöneberger Rathaus           | 7. Mai 1949        | 52     | (B)                                                     |
|      | 40              | Amerika-Gedenkbibliothek       | 17. September 1954 | 122    | (B)                                                     |
|      | 50              | Reichstagsgebäude              | 2. Juli 1949       | 53     | (B)                                                     |
|      | 60              | Nationalgalerie                | 7. Mai 1949        | 54     | (B)                                                     |
|      | 70              | Jagdschloss Grunewald          | 23. Oktober 1954   | 123    | (B)                                                     |
|      | 80              | Technische Hochschule          | 7. Mai 1949        | 55     | (B)                                                     |
|      | 90              | Technische Hochschule          | 7. Mai 1949        | 56     | (B)                                                     |
|      | 1 DM            | Flughafen Tempelhof            | 17. Juni 1949      | 57     | (B)                                                     |
|      | 2 DM            | Gendarmenmarkt                 | 22. Juli 1949      | 58     | (B)                                                     |
|      | 3 DM            | Brandenburger Tor              | 25. Oktober 1949   | 59     | (B)                                                     |
|      | 5 DM            | Schloss Tegel                  | 25. Oktober 1949   | 60     | (B)                                                     |